# Васак Ишханик
«...Меж тем умер и был положен в гробницу предков своих Васак, ишхан Сисакана, ласкательно прозывавшийся Ишханик, который вел свою жизнь по пути, близкому богу и благочестивому. И тогда после него унаследовал то княжество его брат Ашот, такой же кроткий и миролюбивый, набожный и богобоязненный, все совершенно определивший на благоустроение своего отчего владения.»
Васак Ишханик (дата рожд. неизв. — ум. ок. 892—893) — князь, сюзерен Сюника. Был пленен и вместе с другими армянскими князями отправлен в ссылку в середине 850 годов арабским военачальником Бугой. В годы его отсутствия с  согласия Ашота Багратуни его место занимал Васак Габур — князь Гагаркуника. Вернувшись был снова утвержден в качестве князя, признавая вассальную зависимость от Багратидов. После восстановления Армянского царства арабы всячески поощряли центробежные устремления армянских феодалов, но, по сообщению историка Сюника Степаноса Орбеляна, Васак «не пожелал унаследовать имя повстанца», оставаясь верным армянскому царю. Власть унаследовал брат Ашот.